# Zamach stanu w Etiopii (1989)
Pucz wojskowy w Etiopii w 1989 roku – nieudana próba przejęcia władzy w kraju przez wyższych oficerów wojskowych. Na czele przewrotu stał gen. Demessie Bulto.

## Przebieg
Do próby zamachu stanu doszło 16 maja 1989 roku, podczas wizyty prezydenta Mengistu Haile Mariama, który wyjechał z kraju na czterodniową wizytę państwową do NRD. Pucz rozpoczął się od zajęcia Ministerstwa Obrony. Generał broni Haile Giyorgis Habte Mariam, minister obrony został zabity po odmowie przyłączenia się do rewolty. Mengistu powrócił do kraju w ciągu 24 godzin, a dziewięciu generałów, w tym dowódca sił powietrznych i szef sztabu armii, zostało zabitych przez siły rządowe, gdy zamach stanu został zdławiony. 12 kolejnych wysokich rangą oficerów wojskowych zostało straconych w 1990 roku za ich rolę w próbie zamachu stanu.